# Heinrich Schmutze
Heinrich Schmutze (* in der Schweiz; † 1704) war ein preußischer Ingenieur-Hauptmann, der hauptsächlich für Magdeburg militärische und zivile Bauten entwarf.

## Leben
Nachdem Magdeburg 1680 endgültig unter die Herrschaft Brandenburgs gekommen war, beauftragte der neue Gouverneur Magdeburgs, Fürst Leopold von Anhalt-Dessau (der „Alte Dessauer“), 1679 den Ingenieurhauptmann Heinrich Schmutze mit der Planung und dem Bau der großen Zitadelle Magdeburg auf der Elbinsel Werder. Nach Schmutzes Plan wurden hinter acht Meter hohen Mauern mit Erde bedeckte Kasematten gebaut, die als Unterkünfte für die Soldaten und als Raum für Kriegsgerät und Proviant dienen sollten. Die Kasematten wurden mit Gewölben aus Ziegelstein gemauert. In der weiträumigen Zitadelle wurden ein großes Mehlmagazin, Waffenarsenale und zwei Exerzierplätze eingerichtet. Der Bau der Zitadelle dauerte 20 Jahre, sie konnte 1702 in Betrieb genommen werden. Sie galt lange Zeit als die stärkste Festung Preußens und als uneinnehmbar.
Nach Plänen von Schmutze und unter seiner Leitung wurde von 1691 bis 1698 das im Dreißigjährigen Krieg zerstörte Magdeburger Rathaus wieder aufgebaut. Schmutze entwarf einen palastartigen zweigeschossigen Bau im Stil der zeitgenössischen brandenburgischen Schlossarchitektur unter Verwendung von Elementen der italienisch-niederländischen Renaissance, wobei er für die repräsentative Marktfassade Seehäuser Sandstein verwendete. Es entstand der erste überregionale Barockbau in Magdeburg.
Für die Deutsch-Reformierte Gemeinde lieferte Schmutze, der zur Gemeinde gehörte, den Bauplan für die Peter-Paul-Kirche, die in den Jahren 1698 bis 1700 auf dem Magdeburger Breiten Weg erbaut wurde. Entsprechend dem reformierten Bekenntnis wurde der Innenraum bewusst schlicht gestaltet, lediglich zwei rundbogige barocke Portale, die in die zum Breiten Weg gewandten Fassade eingelassen wurden und offensichtlich auch auf Entwürfen von Schmutze basierten, waren schmückende Elemente. Die Kirche wurde 1895 wieder abgerissen, da sie dem Neubau der Oberpostdirektion Magdeburg weichen musste. Erhalten blieben die beiden Portale, die heute in die Fassaden des evangelischen Konsistoriums am Dom und im Roncallihaus an der Max-Josef-Metzger-Straße eingebaut sind.
Dass Heinrich Schmutze auch außerhalb von Magdeburg und für kleinere Bauvorhaben tätig war, beweist die St.-Georg-Kirche in dem Bördedorf Langenweddingen. Nach seinem Entwurf wurde 1703 ein einschiffiger kreuzförmiger Bau mit barocken Elementen errichtet, der den Turm der spätromanischen Vorgängerkirche integrierte, der ebenfalls mit barocken Portalen geschmückt wurde.